# Augusto Pinochet Hiriart
Augusto Osvaldo Pinochet Hiriart (Santiago, 26 de septiembre de 1945) es un exmilitar y empresario chileno, hijo de Augusto Pinochet y Lucía Hiriart.
Ha sido protagonista de diversos escándalos políticos y casos de corrupción en Chile, entre los que se cuentan el caso de los pinocheques, la compraventa de vehículos robados y el caso Riggs, siendo sólo juzgado con una pena remitida por el segundo de estos casos.

## Biografía
Fue oficial del ejército de Chile en los años 1970, pero se retiró rápidamente. Su hijo, Augusto Pinochet Molina seguiría sus pasos y los de su abuelo, llegando a ser oficial.
Pinochet Hiriart fue miembro del Partido del Sur, del que llegó a ser vicepresidente en 1996.

## Vida personal

### Primer matrimonio
Estuvo casado con María Verónica Molina Carrasco, de esa relación nacieron cinco hijos: María Verónica, Augusto, Felipe, Cristóbal y Sebastián. Tras la quiebra fraudulenta de Valmoval y su situación económica más que resuelta, decidió iniciar una nueva vida y radicarse definitivamente en Los Ángeles, Estados Unidos. El 12 de julio de 1989 envió a su esposa, María Verónica Molina, y a sus cinco hijos, a esa ciudad. En paralelo, traspasó todo su dinero a su mujer, e hizo desaparecer de las cuentas y depósitos su propio nombre. Después de meses de trámites, y cuando Molina contaba con fondos por US$ 1,5 millón a su nombre, sobrevino un abrupto quiebre familiar.
Su esposa abandonó a Augusto Jr., quedándose con el dinero, con una casa recién comprada en Los Ángeles y con sus cinco hijos. Pinochet Hiriart regresó a Chile cinco meses después, y trató de recuperar su dinero y a sus hijos. Intentó congelar las cuentas de Molina en EE. UU. y presentó una demanda en un juzgado de menores, que le entregó la tuición de sus niños en tiempo récord. La relación con su esposa sólo empeoró. En 1992, durante una agria discusión, ella le disparó en el tobillo, lo que le quebró la tibia y le dejó para siempre una leve cojera.
En marzo de 2000, la Corte de Apelaciones impuso a Molina una pena remitida de 61 días de cárcel por lesiones graves, aunque consideró como atenuantes el que fuese su esposo quien "creó la situación de violencia".

María Verónica corrió hasta el dormitorio principal, sacando desde el interior de un velador una pistola Sig Sauer, calibre 9 milímietros y apuntando a Augusto Pinochet Hiriart, le exigió que se retirara del lugar, pese a lo cual este nuevamente intentó agredirla, instante en el que la detenida, frente a la inminente agresión física de la que iba a ser objeto, efectuó un disparo.
Extracto del parte policial que da inicio a la causa nº63.391-7 del 11 del Crimen de Santiago. 

Los hijos de la pareja fueron a vivir por un tiempo junto a sus abuelos paternos. Finalmente, el 14 de marzo de 2012, María Verónica Molina acabó suicidándose a través de una intoxicación con una sobredosis de medicamentos.

### Segundo matrimonio
Después de su anulación con Molina, Pinochet Hiriart contrajo matrimonio en octubre de 2005 con Macarena del Rosario Blas Pinochet, hija de Rufino Blas (empresario del rubro de armerías y artículos de pesca), con quien tiene una hija de nombre Macarena Pinochet Blas.

## Problemas legales
Sus desequilibrios emocionales no eran nuevos. Durante los años 80, en un período en que sus cheques eran protestados y enfrentaba varias demandas, su padre, cansado de sus escándalos, pidió a su prima y ministra de Justicia, Mónica Madariaga, que estudiara la forma de declararlo legalmente interdicto, para impedirle de esa forma hacer cualquier tipo de operación financiera. "Efectivamente se me consultó eso", dijo Madariaga a comienzos de los años 90.

### En Estados Unidos
Asumió funciones en el Consulado de Chile de Los Ángeles, donde contacta a Iván Baramdyka. Un señor de apellido Alcalde (representante del Coronel Gutiérrez de la DINA) fue la primera persona con que Baramdyka se contactó a inicios de 1984 , en el Consulado de Los Ángeles, para entregarle, de parte de los colombianos, 2 millones de dólares en efectivo en pago por una partida de productos químicos producidos en Talagante. La primera entrega de dinero la hizo Baramdyka a Federico Humberto Silva Pizarro, a petición de Alcalde. El trío, Alcalde, Pinochet y Silva, más “don Patricio” (Patricio Madariaga), estaban, según Baramdyka, «envueltos en diversas actividades ilegales en los EE. UU.».
Alcalde trabajaba estrechamente con Augusto Pinochet Hiriart. Aunque a Baramdyka no le consta que ambos fuesen socios, “actuaban como si así lo fueran”. Posteriormente , en medio del escándalo del Banco Riggs, aparecerían desvíos de fondos de los gastos reservados hacia Pinochet Hiriart mientras estaba en Estados Unidos.

### Sociedad Pedro diet Lobos
Fue miembro de la Sociedad Pedro Diet Lobos, pantalla comercial de la DINA para encubrir actividades tanto en Chile como en el exterior.

### Pinocheques

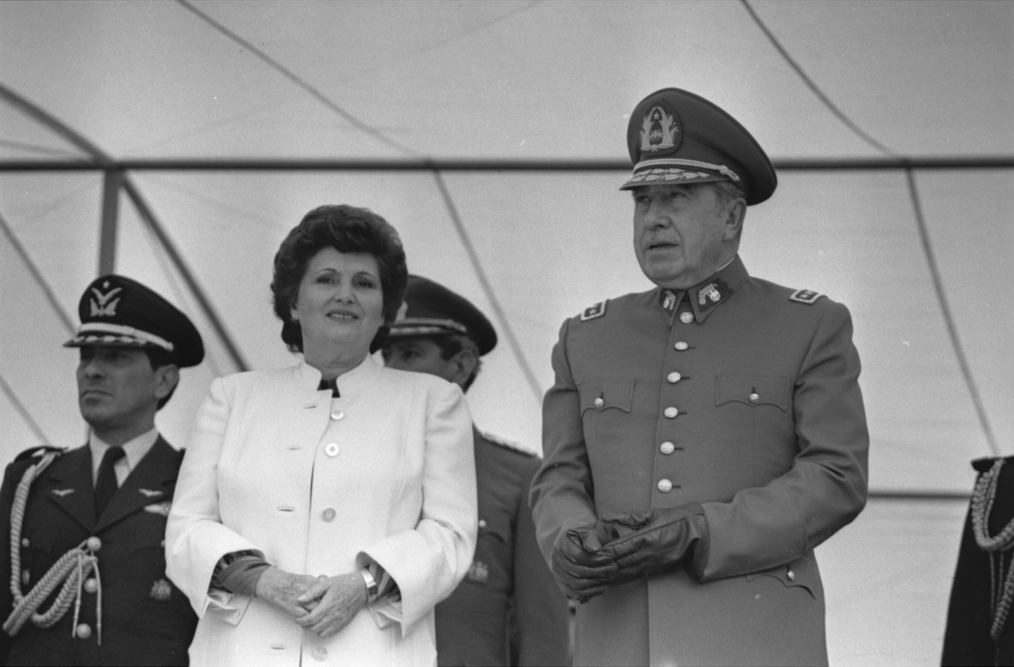
Lucía Hiriart y Augusto Pinochet, padres de Pinochet Hiriart.

En 1984, Pinochet Hiriart, usando a un amigo como testaferro, compró la empresa metalúrgica Nihasa Limitada, cambiando pronto su nombre por el de PSP. Entre sus contratistas figuraron la empresa Cema Chile, dirigida por su madre, para la cual elaboró los adornos de metal de sus sedes, así como el Ejército de Chile, para quienes acondicionó sus camionetas y jeeps para adaptarlos convenientemente para el enfrentamiento en contra de las manifestaciones.
En 1987, PSP compra Valmoval, empresa dedicada a la administración de fusiles, administrada por el Ejército y que se había declarado recientemente en quiebra. Dos años después, el ejército vuelve a comprar dicha empresa, siendo la transacción pagada por su padre, Augusto Pinochet, a través de tres cheques —los llamados pinocheques— por un monto cercano a los 3 millones de dólares.
Luego de la compra, Pinochet Hiriart junto a su esposa de entonces, María Molina Carrasco, y sus cinco hijos, regresaron a Estados Unidos (habían vivido anteriormente en Los Ángeles) a la ciudad de Sacramento, California, donde abrió diversas cuentas bancarias a nombre de su esposa e hijos, con el fin de ocultar su dinero. Una cuenta de María Molina en el Banco Gran América de Sacramento acabaría acumulando un millón y medio de dólares. Con el dinero, Pinochet tenía pensado instalar una empresa de gimnasios y academias de karate, planes que no alcanzó a realizar, por motivos familiares, de infidelidades de su esposa con su guardaespaldas.
El caso se filtró en la prensa a pesar de haberse realizado en secreto. Sin embargo, el 19 de diciembre de 1990, ya en la Transición a la Democracia, el general Pinochet, quien continuó como Comandante en Jefe del Ejército hasta 1998, ordenó un acuartelamiento de tropas que se extendió hasta altas horas de la noche, presionando al Gobierno de Patricio Aylwin (1990-1994) para que no iniciara acciones legales. Posteriormente, en declaraciones de prensa se dijo que las acciones habían sido únicamente un «ejercicio de alistamiento y enlace».
El 28 de mayo de 1993, luego que el diario La Nación publicara una noticia con el titular «Reabren caso cheques del hijo de Pinochet», Pinochet inició nuevas presiones, esta vez más explícitas, reuniéndose en el edificio de las Fuerzas Armadas, situado a unos 200 metros del Palacio de la Moneda, con oficiales del Ejército escoltados por soldados armados y vestidos con trajes de combate, por cuyas boinas negras al suceso se le conoció como «el boinazo». Aylwin se vio obligado nuevamente a ceder.
Durante el Gobierno siguiente de Eduardo Frei Ruiz-Tagle (1994-2000), la causa debía ser revisada por la Corte Suprema. Para esta ocasión, las presiones de los oficiales de Ejército se realizaron en 1995, vestidos de civil, a través de un «picnic» en las afueras del Penal de Punta Peuco, donde cumplían condena militar acusados por violaciones a los derechos humanos. El presidente Frei, entonces, ordenó al Consejo de Defensa del Estado (CDE) que cerrara el caso definitivamente, aduciendo a la razón de Estado y quedando Pinochet Hiriart impune.

### Quiebra de Valmoval
Según el informe de la Brilac en caso Riggs, el Ejército causó la quiebra de Valmoval para que fuera vendida al hijo de Pinochet Más de 13 años pasaron para que la justicia estableciera la intrincada trama con la que Augusto Pinochet Hiriart pasó a controlar esta fábrica de armamento. Tanto él como su palo blanco reconocieron que, a principios de la década de 1990, ocultaron y falsearon información a los tribunales de justicia, en el marco del llamado caso pinocheques.
A partir de octubre de 1990 estos hechos fueron investigados por una comisión de la Cámara de Diputados de Chile y por la justicia. La noche del 19 de diciembre del mismo año se produjo un acuartelamiento de las tropas del Ejército, considerado la respuesta de esta institución a lo que estaba ocurriendo, y que posteriormente fue calificado por la misma, en un comunicado de prensa, sólo como un «ejercicio de alistamiento y enlace».
Los tribunales esclarecieron los hechos, cerrados judicialmente tras las presiones castrenses a través del ejercicio del enlace (diciembre de 1990) y el boinazo (mayo de 1993)-, en el marco de las pesquisas para determinar si parte de los dineros involucrados se desviaron a cuentas del fallecido Augusto Pinochet Ugarte, lo que fue descartado.
El último informe de la Brigada Investigadora de Lavado de Activos (Brilac) de Investigaciones se refiere a cómo se gestó esta operación, y a cómo la institución asumió el costo monetario de la transacción.

### Compraventa de vehículos robados
El 29 de julio de 2004, Pinochet Hiriart fue detenido por estar vinculado comercialmente con Araya Pulgar, detenido ese mismo día y acusado de liderar una banda de compraventa de vehículos robados, mediante la adulteración de patentes y falsificación de facturas. Un vehículo BMW registrado a nombre del primero y portando una patente falsa fue incautado a Araya Pulgar como prueba. La comercialización fraudulenta de vehículos por parte de dicha banda ascendería a los 400 millones de pesos.
El 9 de diciembre del mismo año, Pinochet fue declarado culpable por recibir especies robadas y por tenencia ilegal de armas, siendo condenado a 541 días de pena remitida.

### Caso Riggs
En medio de Caso Riggs, se descubrió que, junto con su mujer, María Verónica Molina Carrasco, había tenido una cuenta en el Bank of America, de Simi Valley, California (la n.º 0714605607), abierta bajo el alias «Augusto P. Hiriart», la cual fue usada para transferir dinero de Augusto Pinochet padre. Dos ejemplos: en enero de 1985, la cuenta de su progenitor en el Riggs Bank, bajo el alias de «John Long», le transfirió 30 mil dólares; el 14 de enero del mismo año su padre abrió una cuenta en el Riggs Bank, de Miami, con el alias «José Ramón Ugarte» (la n.º 450858), con el cheque n.º 180, por 2900 dólares, de la cuenta en el Bank of America de «Augusto P. Hiriart» y «María V. Molina».